# 21개조 요구

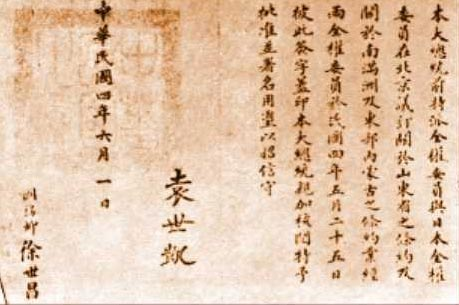
위안스카이가 서명한 21개조 요구 문서

21개조 요구(중국어: 二十一個條項 얼쓰이거 탸오샹[*], 일본어: 対華二十一ヶ条要求 다이카 니주이치가조 요큐[*], 영어: Twenty-one Demands)는 1915년 1월 18일 제1차 세계 대전 중 일본 제국(이하 일본)이 중화민국(이하 중국)에 대해 요구한 21가지 특혜조건을 말한다. 1914년 유럽에서 제1차 세계 대전이 발발하자 일본은 영일 동맹을 이유로 연합국측에 가담하여 참전했다. 그 진의는 동아시아 지역에 있어서의 일본의 지위를 더 높이고 국제적인 발언권 강화를 목적으로 한 것이었다. 1914년 8월 일본은 독일에 선전포고한 후, 일본 육군은 중국에 있던 독일의 조차지 산동반도의 교주만 (膠州灣, 청도 포함)을, 일본 해군은 태평양의 독일령 남양군도를 점령하고, 이어서 산동반도 전역에서 군사행동을 전개하였다. 산동반도 점령 후, 일본은 원세개(袁世凱)의 북양정부에 대해, 산동에 대한 독일의 권익을 일본이 계승하고, 만주에 대한 일본의 이권을 반영구화하며 남만주와 내몽골 일부를 일본에 조차하는 것을 요지로 하는 등 21가지 특혜조건을 요구(1915년 1월 18일)하였고, 중국은 이를 수용(5월)할 수 밖에 없었다. 이와 같이 중국의 주권을 침해하는 행위는 5·4 운동(1919년)과 같은 격렬한 배일(排日) 여론에 밀려 실패하였다. (→일본의 역사·제1차 세계 대전) 이 21개조에 대한 처리는 중국 민중이 원세개에게서 이탈하는 계기가 된다.

## 배경과 체결 과정
흑룡회의 영수 우치다 료헤이는 중국으로 세력을 확대하려는 의도에서 중국 혁명과 공화제를 지지했다. 그가 신해혁명 기간에 쓴 "중국개조론"에서 "일본은 열국(列國)을 지도하여 중국을 개조하는 주도권을 장악해야 하고, 공화 정치를 건설하는 일을 찬성하는 방법으로 중국이 과분되는 것을 막아야 한다"고 힘껏 고취했다. 그리고 1914년 10월에 기초한 "중국 문제 해결에 관한 의견서"에서 더욱 철저하에 그가 중국을 멸망시키려 하는 망령된 의도를 드러냈다. 그는 일본과 중국이 비밀군사동맹조약을 체결하되 조건을 걸어야 한다고 건의했다. 즉, 일본은 중국의 남만주·내몽고·산동·복건 등에서 특수한 권리를 누리고, 중국의 군대·군수공장·해군·재정·교육 등은 모두 일본에게 위탁 처리하고, 중국이 타국에 차관 조차 할양을 할 경우 반드시 일본의 동의를 얻어야 한다는 것 등이었다. 사실상 이것은 중국을 일본의 식민지로 만드는 것이었다. 이 의견서는 21개조 요구의 토대가 되었다.
일본 제국주의는 이미 당시 중국내에서 다른 유럽 열강들이 가지고 있었던 것과 비슷한 요구를 중국에 강요했는데 이는 1차 세계대전으로 다른 열강들이 중국에 대하여 세력이 후퇴하였고 군벌 시대의 세력다툼으로 중국이 혼란한 시기였기 때문에 가능한 일이었다. 1915년 1월 가토 다카아키 일본 외무 대신은 위안스카이 중국 총통에게 21개조의 요구를 제출했다. 그 내용은 산동성·남만주(南滿州)·동부 몽골(蒙古)에서의 일본의 특수권익 승인, 한야평공사(漢冶萍公司)의 중·일 합변화(合辨化), 중국 연안의 불할양(不割讓), 중국정부 각 기관·군대에의 일인 고문 고용 등이 주요한 골자였다. 그러나 이는 중국인들의 반대를 불러일으켰고, 또한 구미 열강을 자극하여 국제문제로 번지게 하였다. 중국 정부는 당초 이를 거부했으나 일본이 동년 5월 7일 최후 통첩을 발하자 5월 9일 중국은 이에 굴복하고 요구를 승인했다. 일본은 당시 중화민국의 대총통 위안스카이에게 이같은 요구를 전달했고 위안은 거의 그대로 요구조건을 들어주는 서명을 하였다.
<제1호 산동권익>
1. 중국 정부는 독일군이 산동성(山東省)에 관한 조약 또는 기타 에 의하여 중국에 대하여 소유하는 일체의 권리·이익·양여 등의 처분에 대하여 일본국 정부가 독일국 정부 와 협의할 일체의 사항을 승인할 것을 약정한다.
2. 중국 정부는 산동성 내 또는 그 연해 일대의 토지 또는 도서를 어떠한 명목으로도 타국에 양여하거나 대여하지 않는다는 것을 약정한다.
3. 중국 정부는 지부(芝罘)(산동반도 북쪽 연안 도시인 연대(煙臺)의 옛 이름.) 또는 용구(龍口)와 교주만으로부터 제남(濟南)에 이르는 철도와 연결하는 철도의 부설을 일본국에 윤허(允許)한다.
4. 중국 정부는 가급적 빨리 외국인의 거주 및 무역을 위하여 자진해서 산동성에 있어서의 주요 도시를 개항할 것을 약속한다. 그 지점은 별도로 협정한다.

<제2호 남만주(南滿州)·동부 내몽고(東部內蒙古)에 있어서의 일본 국의 우선권>
1. 두 체약국은 여순(旅順)·대련(大連) 조차 기한 및 남만주 및 안봉(安奉) 양 철도의 기한도 다시 99개년씩 연장할 것을 약정한다.
2. 일본국 국민은 남만주 및 동부 내몽고에서 각종 상공업 건물의 건설 및 경작을 위하여 필요로 하는 토지의 임차권 또는 소유권을 취득할 수 있다.
3. 일본국 국민은 남만주 및 동부 내몽고에서 자유로이 거주 왕래하여 각종 상공업 및 기타의 업무에 종사할 수 있다.
4. 중국 정부는 남만주 및 동부 내몽고에 있어서의 광산의 채굴권을 일본 국민에게 허여(許與)한다. 그 채굴할 광산은 별도로 협정한다.
5. 중국 정부는 하기 사항에 관하여 일본국 정부의 동의를 거칠 것을 승낙한다.
  1. 남만주 및 동부 내몽고에서 타국인에게 철도 부설권을 부여하거나 또는 철도 부설을 위하여 타국인으로부터 자금의 공급을 받는 일.
  2. 남만주 및 동부 내몽고에 있어서의 제세를 담보로 하여 타국으로부터 차관을 얻는 일.
6. 중국 정부는 남만주 및 동부 내몽고에 있어서의 정치 재정 군사에 관하여 고문 교관을 필요로 할 경우에는 반드시 먼저 일본국과 협의할 것.
7. 중국 정부는 본 계약 체결일로부터 99개년간 일본에게 길장철도(吉長鐵道)의 관리 경영을 위임한다.

<제3호 "한야평공사(漢冶萍公司)"의 합판(合辦)>
1. 양 체약국은 장래 적당한 시기에 한야평 공사를 양국 의 합판으로 할 것과 중국 정부는 일본국 정부의 동의 없이 동 공사에 속하는 일체의 권리와 재산을 스스로 처분하거나 또는 동 공사가 처분하지 아니하겠다는 것을 약정한다.
2. 일본국 자본가측 채권 보호의 필요상 중국 정부는 한 야평 공사에 속하는 광산 부근에 있어서의 광산에 대하여는 동 공사의 승인 없이는 그것의 채굴을 동 공사 이외에 허가하겠다는 것과 기타 직접으로나 간접으로 동 공사에 영향을 줄 우려가 있는 조치를 실시하고자 하는 경우에는 먼저 동 공사의 동의를 얻을 것을 약정한다.

<제4호 영토불할양(領土不割讓)>
1. 중국 정부는 중국 연안의 항만 및 도시를 타국에게 양여하거나 대여하지 않을 것을 약정한다.

<제5호 희망조항(希望條項)>
1. 중앙 정부에 정치 재정 및 군사 고문으로 유력한 일본인을 초빙할 것.
2. 중국 내지에 있어서의 일본의 병원 및 학교에 대하여는 토지 소유를 인정할 것.
3. 종래에 중·일간에 경찰 사고의 발생이 많았으며 불쾌한 논쟁이 적지 않았으므로 차제에 필요한 지방에 있어서의 경찰을 중·일 합동으로 하든가 또는 이러한 지방에 있어서의 경찰 관청에 일본인을 초빙하고 또 중국 경찰 기관의 쇄신 확립을 도모하는 데에 힘쓸 것.
4. 일본으로부터 일정량의 병기 공급을 받든가 또는 중국에 중일 합판의 병기창을 설립하고 일본으로부터 기사와 재료의 공급을 받을 것.
5. 일본국 자본가와 밀접한 관계가 있는 남창(南昌) 구강(九江) 철도의 발전을 도모하기 위하여 또 남부 중국 철도 문제에 관한 오랜 교섭에 의거 무창(武昌) 구강 남창선을 연결하는 철도 및 남창 항주(杭州)간과 남창 조주(潮州) 간의 철도 부설권을 일본국에게 허락한다.
6. 대만과의 관계 및 복건(福建) 불할양 약정과의 관계에서 복건성에 있어서의 철도 광산 항만의 설비(조선소 포함)에 관하여 외국 자본을 필요로 하는 경우에는 먼저 일본국과 협의할 것.
7. 중국에 있어서의 일본인의 포교권을 인정할 것.

## 영향
이와 같은 불평등한 내용을 위안이 그대로 들어줌으로, 이후 중국에서는 5월 9일을 국치기념일(國恥記念日)로 정하고 항일(抗日)·배일(排日) 운동이 전개되기에 이른다. 그리고, 중국내 반일 감정 및 반봉건 감정은 고조되었다. 산둥반도 문제는 훗날 1919년 5.4운동으로 이어지는 배경이 되었다.

## 같이 보기
- 5.4 운동
- 파리강화회의
- 제1차 세계대전
- 산둥반도
- 위안스카이
- 중화제국
- 호국 전쟁
- 돤치루이
- 베이징 정부
- 군벌 시대